# Trieces semirufus
Trieces semirufus är en stekelart som först beskrevs av Pierre L. G. Benoit 1965.  Trieces semirufus ingår i släktet Trieces och familjen brokparasitsteklar. Inga underarter finns listade i Catalogue of Life.